# Deutscher Windsurf Cup
Der Deutsche Windsurf Cup (DWC) ist die ranghöchste deutsche Regattaserie im Windsurfen. Die Serie wird zwischen Ende April und Anfang September an Stränden von Nord- und Ostsee oder auch im Binnenland ausgetragen.

## Beschreibung
Der Deutsche Windsurf Cup findet ununterbrochen seit 1992 statt. Vorläufer reichen bis in die 1980er Jahre zurück.
Beim Deutschen Windsurf Cup werden vier Disziplinen durchgeführt: Racing als taktische Disziplin, Wave und Freestyle als manöverorientierte Disziplinen und Slalom als technische Disziplin. Regelmäßig werden im Rahmen der Events des Deutschen Windsurf Cups auch Europa- oder Weltmeisterschaften ausgetragen.
Seit 1998 ist die Choppy Water GmbH für den Deutschen Windsurf Cup zuständig. Sie arbeitet dabei mit dem Deutschen Segler-Verband (DSV) und der German Windsurfing Association (GWA) zusammen.
Mit insgesamt alljährlich über 200.000 Zuschauern ist der Deutsche Windsurf Cup nicht nur die größte Plattform im Windsurfsport in Deutschland, sondern eine der bedeutendsten Institutionen im Wasser- und Funsportbereich in Deutschland. Sponsoren sind unter anderen seit 2014 (mit einer einjährigen Unterbrechung) Volkswagen Nutzfahrzeuge (seit 2014), die Flensburger Brauerei und die LVM Versicherung.

## Geschichte
Der Deutsche Windsurf Cup ging 1992 aus dem Zusammenschluss der von der Vereinigung Deutscher Regattasurfer (VDR) organisierten Windsurf-Regattaserie „Funboard A-Cup“ und den von der German Wave Slalom Association (GWSA) organisierten „Wave Slalom Cups“ hervor. Zunächst gab es keine zentrale Vermarktung und professionelle Organisation. 1997 drohte das Ende der Serie. 1998 übernahm die Choppy Water GmbH den Deutschen Windsurf Cup. 

## Disziplinen

### Racing
Racing ist die taktische Disziplin im Deutschen Windsurf Cup. Ähnlich wie bei einem Formel-1-Rennen oder einer Segelregatta gehen hier im Normalfall alle Teilnehmer gemeinsam an den Start. Die Athleten müssen dann so schnell wie möglich einen vorgegebenen Kurs abfahren. Meistens ist es nicht möglich, den direkten Weg von einer Bahnmarke zur nächsten zu surfen. Deshalb müssen die Athleten taktisch klug ihre Manöver setzen.
Im Racing kommt modernes Foil-Material zum Einsatz. Die Boards sind mit einer Tragflügel-Konstruktion ausgestattet. Das Foil-Material funktioniert extrem effektiv, so dass schon bei minimalen Windgeschwindigkeiten (ab 5 Knoten) Wettbewerbe möglich sind und die Fahrer ein Vielfaches der Windgeschwindigkeit erreichen können.
Im Jahr 2019 bestimmte der Segel-Weltverband World Sailing mit dem iQFoil neues One-Design-Material für die Olympischen Spiele 2024. Dieses Material kommt ebenfalls in der Disziplin Racing im DWC zum Einsatz.

### Slalom
Slalom ist die technische Disziplin im Deutschen Windsurf Cup. Die Fahrer müssen hier einen Slalom-Parcours absolvieren. Das Teilnehmerfeld wird in Startergruppen (sogenannte „Heats“) aufgeteilt. Im Normalfall qualifiziert sich stets die erste Hälfte eines Heats für die nächste Runde, bis in den Finals die Platzierungen ermittelt werden.
Slalom ist die schnellste Disziplin im DWC. Die Fahrer können hier bei geeigneten Bedingungen Höchstgeschwindigkeiten von über 70 Kilometer pro Stunde erreichen. Ab vier Windstärken (11 Knoten) sind Wettbewerbe möglich.
Die Heats dauern jeweils nur etwa fünf Minuten und versprechen Speedduelle und Bojenkämpfe. Deshalb ist die Disziplin Slalom bei Teilnehmern und Zuschauern beliebt.

### Wave
Wave ist die Kür der Windsurfer in den Wellen. Hier geht es nicht um die Geschwindigkeit, sondern um Showeffekte. Die Leistungen der Surfer auf dem Wasser wird durch eine Jury bewertet.
Wave gilt häufig als die Königsdisziplin im Windsurfen. In jedem Fall stellt sie die höchsten Ansprüche an die Bedingungen. Nur ab sechs Windstärken aus einer geeigneten Richtung und bei hinreichend hohen Wellen kann die Disziplin zur Austragung kommen.

### Freestyle
Auch beim Freestyle geht es um eine spektakuläre Show der Windsurfer auf dem Wasser. Die Disziplin Freestyle wird aber im Normalfall auf möglichst flachem Wasser durchgeführt. Nur unter solchen „Laborbedingungen“ können die Freestyler ihr Können mit mehrfach rotierten Sprüngen und elegant geslideten Manövern präsentieren. Auch hier sind mindestens sechs Windstärken notwendig, um ausreichend Druck für das kleine Freestyle-Material sicherzustellen.
Eine Sonderform ist das TowIn-Freestyle. Anstelle des Windes wird hier ein Motorboot, ein Jet-Ski oder eine Winch genutzt, um den Surfer zu beschleunigen. Der Fahrer hält sich an einer Leine fest und zeigt dann – auch völlig ohne Wind – seine spektakulären Tricks. Dieses Format kommt meistens als Ergänzung bei Flaute oder als besonderer Show-Wettbewerb zum Einsatz.

## Deutsche Meisterschaft im Windsurfen/Surf Cup Sylt
Die Deutsche Meisterschaft im Windsurfen findet alljährlich in der letzten Woche im Juli im Rahmen des Surf Cups Sylt auf Sylt statt. Mit über 120.000 Besuchern ist diese Veranstaltung der Saisonhöhepunkt des Deutschen Windsurf Cups und die größte nationale Windsurfveranstaltung in Deutschland.
Die Meisterschaft ist international ausgeschrieben. Sollte ein ausländischer Teilnehmer gewinnen, so erhält er den Titel „Internationaler Deutscher Meister“. Der bestplatzierte deutsche Starter wird folglich der „Deutsche Meister“.
Die Meisterschaften werden in den Disziplinen Racing, Slalom, Wave und Freestyle ausgetragen.

## Sieger des Deutschen Windsurf Cups
|      | Overall                        | Racing         | Slalom          | Wave            | Freestyle        |
| ---- | ------------------------------ | -------------- | --------------- | --------------- | ---------------- |
| 2016 | Vincent Langer                 | Vincent Langer | Vincent Langer  | Leon Jamaer     | Matthias Genkel  |
| 2017 | Gunnar Asmussen                | Vincent Langer | Gunnar Asmussen | Leon Jamaer     | Matthias Genkel  |
| 2018 | Gunnar Asmussen Vincent Langer | Nicolas Prien  | Vincent Langer  | Matthias Genkel | Niclas Nebelung  |
| 2019 | Nicolas Prien Gunnar Asmussen  | Nicolas Prien  | Gunnar Asmussen | Leon Jamaer     | Valentin Böckler |